# Chic Records

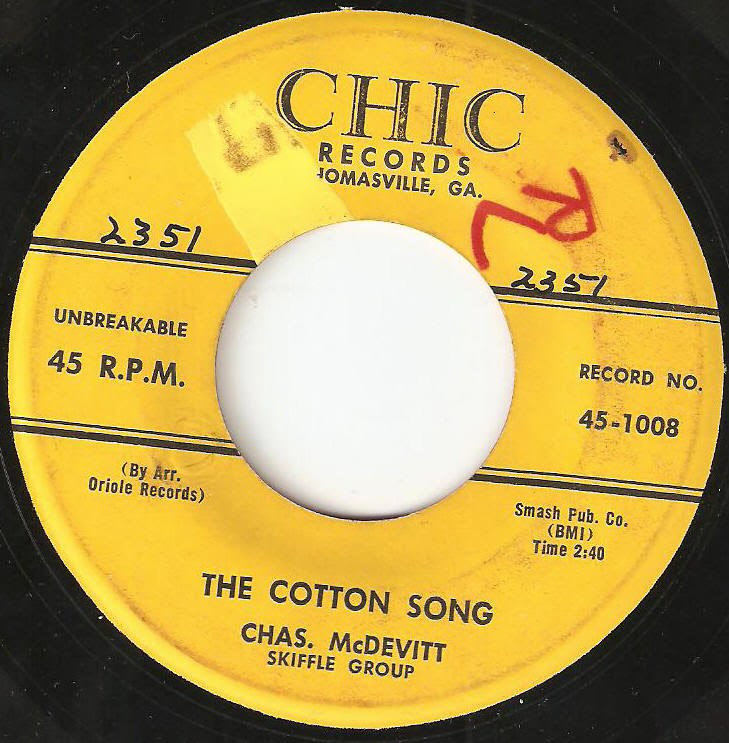
Chas McDevitt Skiffle Group – The Cotton Song, 1957

Chic Records war ein US-amerikanisches Plattenlabel, das von Chic Thompson gegründet wurde.

## Geschichte
Der Geschäftsmann Chic Thompson gründete Ende 1956 das Label Chic Records in Thomasville, Georgia. Die erste Veröffentlichung war Dixie Doll / Dixie Polka von Giddy Smith (Chic 1001). Die Künstler stammten vor allem aus der Umgebung und waren unbekannte Talente, die Thompson entdeckte.
1957 erlangte Thompson die Vertriebsrechte an einem Hit aus Großbritannien, Freight Train / The Cotton Song, von der Chas McDevitt Skiffle Group, die im Vereinigten Königreich Platz 5 der dortigen Charts innehatten. Thompson finanzierte die US-Veröffentlichung auf seinem kleinen Label, und die Single erreichte Platz 40 der Billboard-Charts, was für das kleine Label bereits ein unverhoffter Erfolg war. Die Platte sah sich 1957 mit Rusty Drapers Version von Freight Train für Mercury Records, die Platz 6 erreichte, gegenüber.
Das Jahr 1957 brachte auch einige Rockabilly-Künstler zu Chic, wie beispielsweise Pat Kelly, Rod Willis oder Don Johnston, der später ein gefragter Produzent in Nashville wurde. Das Label konnte den Charterfolg der Skiffle-Gruppe aber nicht wiederholen, da die Sängerin, Nancy Whiskey, die Gruppe während der US-Tour verließ. Zudem hatte Thompson Schwierigkeiten mit Vertreibern, die Rechnungen nicht bezahlten, und daher musste das Label bereits nach der 15. Veröffentlichung (These Hands / Steps of Sorrow von Dick Lindy) 1957 wieder schließen. Thompson schloss sich danach Bill Lowerys Unternehmen National Recording Corporation an.

## Diskografie
| Katalognummer | Jahr | Künstler                    | Titel                                        |
| ------------- | ---- | --------------------------- | -------------------------------------------- |
| 1001          | 1956 | Giddy Smith                 | Dixie Doll Dixie Polka                       |
| 1002          | 1956 | Jimmy Sweeney               | The Question These Years                     |
| 1003          | 1956 | Bobby Breen                 | If the Night Could Tell You Wait             |
| 1004          | 1956 | Cousin Jody ‘n’ Odie        | Television Set Georgianna Waltz              |
| 1005          | 1957 | Soo Sisters                 | Three Hearts Later My World                  |
| 1006          | 1957 | Jody and Odie               | Unpuckered Money                             |
| 1007          | 1957 | Jimmy Sweeney               | Tica Boo Bongo Olay                          |
| 1008          | 1957 | Chas McDevitt Skiffle Group | Freight Train The Cotton Song                |
| 1009          | 1957 | Pat Kelly                   | The Stranger Dressed in Black She’s a Devil  |
| 1010          | 1957 | Rod Willis                  | Somebody’s Been Rocking My Baby Old Man Mose |
| 1011          | 1957 | Cliff Crawford              | A Night for Love Teenage Years               |
| 1012          | 1957 |                             |                                              |
| 1013          | 1957 | Bobby Breen                 | We Will Make Love Rainbow                    |
| 1014          | 1957 | Don Johnston                | Whistle Bait The Whipmaster                  |
| 1015          | 1957 | Dick Lindy                  | These Hands Steps of Sorrow                  |